# Osmakî, Mena
Osmakî (în ucraineană Осьмаки) este o comună în raionul Mena, regiunea Cernihiv, Ucraina, formată numai din satul de reședință.

## Demografie
Componența lingvistică a comunei Osmakî
     Ucraineană (98,4%)
     Rusă (1,44%)
Conform recensământului din 2001, majoritatea populației comunei Osmakî era vorbitoare de ucraineană (98,4%), existând în minoritate și vorbitori de rusă (1,44%).